# Louise-Yvonne Casetta
Pour les articles homonymes, voir Casetta.
Louise-Yvonne Casetta, née Tanvez le 2 novembre 1942 à Guingamp, surnommée La Cassette, est considérée comme la trésorière occulte du RPR, ancêtre de l'UMP.

## Biographie

### Origines et débuts
Louise-Yvonne Casetta est d'origine bretonne. Son père est conseiller municipal MRP et tient un commerce de produits du sol. Elle suit une formation de sténodactylo. En 1980, elle rentre dans la chaîne de magasins l'Herbier de Provence, qui devient la propriété de Bernard Tapie quand ce dernier rachète La Vie claire. Elle le côtoie à cette époque.

### Entrée au RPR
En 1984, elle rencontre Jacques Durand, commercial pour la société Lipton, proche des réseaux Foccart et militant RPR. Durand est nommé adjoint du trésorier du RPR Robert Galley en 1985 et engage Louise-Yvonne comme assistante,.
En 1987, elle rejoint l'Association de développement de l'Oise (ADO) comme adjointe d'Éric Woerth. Puis on lui demande de participer à la campagne de Jacques Chirac pour l'élection présidentielle française de 1988. Elle accepte et gère la cellule des dons.`Il s’avérera que sa rémunération est alors assurée par deux entreprises de BTP, la Comatec et la Ciec, avant que le RPR ne prenne le relais en 1994. Après la défaite du RPR, elle conserve un poste au sein du parti. En 1995, après l'élection de Jacques Chirac, elle se voit attribuer un bureau sur l'avenue d'Iéna, mais quelques mois plus tard, son nom est cité dans les affaires et la situation bascule,.

### Condamnation pour corruption
En juillet 1995, elle est mise en examen dans le cadre de l'affaire des HLM de Paris. Elle est soupçonnée d'avoir collecté 340 000 francs auprès d'une entreprise de BTP pour le compte du RPR entre 1991 et 1993. En septembre 1996, elle est exclue du RPR et bénéficie de 320 000 francs d'indemnités. Elle investit dans plusieurs affaires, dont le restaurant Valençay, voisin du palais de justice de Paris.
Le 28 novembre 2000, elle est relaxée une première fois au bénéfice du doute par le tribunal correctionnel de Nanterre. Le parquet a cependant fait appel de la relaxe. Casetta nie les accusations dans un premier temps, mais une affaire dans l'affaire éclate quand son nom apparaît également dans l'affaire des marchés publics d'Île-de-France, révélée en juillet 2001 par le journal Le Monde.
En décembre 2001, elle est condamnée à six mois de prison avec sursis pour l'affaire des marchés truqués des lycées d'Île-de-France.  Son avocat maître Jacques Vergès souhaite un pourvoi en cassation « pour obtenir réparation de l'escroquerie au jugement dont nous sommes victimes ». Il faisait allusion au versement devant la cour d'appel par maître Francis Baillet, l'avocat de Jean-Claude Pittau, ex-entrepreneur de la société de BTP Mazzotti, d'une pièce extraite d'une autre procédure, dans laquelle Louise-Yvonne Casetta admettait son rôle occulte au RPR. Elle y reconnaissait aussi que Jacques Chirac avait connaissance, lorsqu'il était le président du RPR, de « dons » d'entreprises, même s'il ignorait, selon elle, leur origine frauduleuse.
La Cour de cassation confirme la culpabilité de Louise-Yvonne Casetta le 22 septembre 2005. Elle dénonce alors les protagonistes du RPR qui l'ont lâchée dans les procès alors qu'elle servait clairement leurs intérêts en organisant ces « collectes,. » Elle fait appel mais sa culpabilité est confirmée par la cour d'appel en février 2007.